# Brodzica
Brodzica is een plaats in het Poolse district Hrubieszówski, woiwodschap Lublin. De plaats maakt deel uit van de gemeente Hrubieszów en telt 353 inwoners.